# 荒牧友一
荒牧 友一（あらまき ともいち、1957年5月16日 - ）は、栃木県を登録地としていた元競輪選手。日本競輪学校（当時。以下、競輪学校）第39期生。同期には尾崎雅彦、木村一利らがいる。
実娘の荒牧聖未は、競輪学校第102期生の女子競輪選手。

## 来歴
1977年5月5日、千葉競輪場でデビューし、初勝利を挙げた。
1980年〜1984年まで常時特別競輪（現在のGI相当レース）に出場。また、1979年後半から1980年前半まで、9場所連続（27レース）2連対を果たしたことがある。
2006年3月3日、選手登録削除。通算成績2221戦309勝、優勝28回。取手記念優勝